# PLASMA (品牌)
PLASMA是松下電器VIERA電視品牌的數位電漿電視系列之商品名稱。PLASMA原意為等離子態，是等離子顯示屏的製作原理。

## PLASMA歷史
第一代的PLASMA為TH-50/42/37PX20型，於2003年出產，當時搭載了以作為下一代電視廣播的數位廣播電視相對應所開發的PEAKS引擎和T導航，輔以充滿未來感的「NEW權力遙控器」做宣傳而廣受市場好評。
之後的第三代PLASMA於2005年問世，同時間推出TH-50/42/37PX50與TH-65/50/42/37PX500 兩個系列機種，FULL HD高解析度技術除提升PLASMA電漿的畫質，而支援HDMI輸入與SD記憶卡等功能，以及價錢的下降都提升電漿電視在市場上普及的可能性。
2006年製造廠商更推出一系列大型PLASMA電漿機種──TH-103/65/58/50PZ600──連同103型的機種，全部採用FullHD 1,920×1,080點的等離子面板，搭載新開發的「Full高清晰度PEAKS面板」，通過驅動方式和過濾器改善暗處對比，創下當時業界最高4,000:1的對比度。當中裝載進行16bit演算的「Full高清晰度電視PEAKS驅動程序」等技術，讓映像引擎更能在畫面上表現出「超越深度，氣氛重現」。
而到了2009年，可說是PLASMA在電視顯示器市場中最為活躍的一年，09年第2季首度推出搭載全新等離子面板NEO PDP的系列機種，具有更省電、高動態解析、無鉛製程以及更低的售價，種種優勢都讓PLASMA在電視顯示器的市場中更具有銷售競爭力，也直接鞏固了PLASMA在電視顯示器的市場佔有率．
隨著技術不斷的突破，2011年接連推出了ST3/GT3/VT3/VT33/S3系列最新機種，其中VT3系列展現出號稱業界最高水準的原生對比500萬:1，搭配高達1200pps的 FULL-HD解析速度，以及純黑豔彩技術更讓電漿電視的影像畫質達到媲美真實視界的境界。而隨著網路電視的發達，電漿電視系列機種也不可避免了增加了Skype、YouTube、Facebook等服務，加上可擴充支援DLNA技術，徹底實現「部屋跳躍鏈接」的理想數位生活。

## PLASMA技術
- Neo Plasma：使用了新的Neo PDP面板，加大前面板的電極間距，擴大放電領域，提升約2倍發光效率（與07年VIERA機種相比），降低約40%的耗電量，大幅提升畫質與節能表現。更透過低背型電源迴路、高密度實裝技術、PDP自發光面板薄型化等科技，創造出超薄美型機種、精細畫質機種，讓次世代影像有更多豐富的可能性。全新世代Neo PDP面板，透過高發光效率技術，提升約4倍發光效率（與07年VIERA機種相比），同時搭載Infinite Black純黑艷彩科技，實現500萬：1超高對比，看見前所未見的黑色層次與艷麗色彩，演出更豐富細膩的畫面質感。2011年，NeoPDP 進化到第14代 All New NeoPlasma 結合最新技術帶來革命性畫質躍進。
- Plasma Reality：高解析色彩技術，讓黑白層次更豐富、看見的世界更真實高解析色彩技術是一個畫面強化整合技術──包括了純黑驅動系統、先進的Plasma AI、以及Super Real Gamma System──它能夠以動態的方式提高亮度、對比及漸層，將電漿電視影像品質提升到全新的水準。如此一來，將可大幅擴展影像的動態範圍，提供深沉、飽和的黑色及純淨、亮麗的白色，以及延伸至黑暗畫面細節之漸層的絕佳影像呈現。
- Plasma AI：Plasma AI（應變亮度增強系統）先進的Plasma AI增加暗色場的放電循環，並產生對亮度極準確的控制，讓影像中的白色呈現空前的明亮生動。高畫素面板（TH-50PX20/TH-42PX20）能夠呈現更真實，更高清晰度的影像。
- Crosstalk Canceller重影消除器：高度精確的偵測減少雙重影像。藉由對已具備最小化雙重影像性能的面板再加入重影消除器已達成具有最低雙重影像的最佳化3D影像。
- 2Dto3D轉換技術：以單一畫素單位擷取整個螢幕的資料，並為每個場景事先設定最佳化的深度。再以「亮度」及「色彩」設定詳細的深度資訊達成2D到3D的轉換。
- 環保長壽命面板：長壽命十萬小時，可持續使用近30年，並可以回收。
- Infinite Black Pro純黑艷彩技術：NeoPlasma面板技術的革新帶來黑色層次終極表現能力。大幅改善對比。黑色漸層表現的擴展。
- Colour Remaster：Panasonic 好萊塢實驗所的技術累積及訣竅，實現將藍光或DVD片中預先壓縮的色域能夠擴展重現原本的色域，能呈現更自然逼真的色彩。
- VIERA Connect：VIERA Connect 是一個讓人們很舒適地在客廳中，輕易的從YouTube搜尋並觀賞線上影片，或透過Skype提供免費的線上影音通訊服務的使用界面。
- Gentle on the Eyes：Gentle on the Eyes 愛眼技術，運用自然的影像與精細的調校使得畫面圖像對眼睛柔和不刺激且長時間觀看也較不疲勞。

## 外部連結
- Panasonic Taiwan（页面存档备份，存于）
- Panasonic VIERA